# Фейлетон
Фейлетон (на френски: feuilleton, умалително от feuille – лист) е сатиричен жанр на документалистиката и публицистиката.
Основава се на актуални събития, прояви и теми, отличава се с критика и въздействен език, насочен предимно към интересите и вълненията на градското население. Фейлетонът има за цел да заклейми даден обществен проблем със средствата на сатирата. Основоположници на българския фейлетон са Христо Ботев и Любен Каравелов.
Първият фейлетон в световен мащаб се появява през 1800 г. като притурка към парижкия вестник Journal des Debats. Успехът му е свързан с увеличаващото се влияние на журналистиката. Със злободневното си съдържание и критическата си насоченост фейлетонът упражнява силно въздействие върху общественото мнение. Разнообразното му съдържание открива възможност за създаване на много жанрови разновидности и за специализация съобразно интересите и темпераментите на фейлетонистите.
Известни фейлетонисти по света са Хайнрих Хайне, Михаил Зошченко, Николай Некрасов, а в България - Любен Каравелов, Христо Ботев, Алеко Константинов, Елин Пелин, Чудомир.